# Jura środkowa
| okres / system                         | epoka / oddział   | wiek / piętro | Wiek (mln lat) |
| -------------------------------------- | ----------------- | ------------- | -------------- |
| kreda                                  | wczesna           | berrias       | młodsze        |
| jura                                   | górna (malm)      | tyton         | 145,0–152,1    |
| jura                                   | górna (malm)      | kimeryd       | 152,1–157,3    |
| jura                                   | górna (malm)      | oksford       | 157,3–163,5    |
| jura                                   | środkowa (dogger) | kelowej       | 163,5–166,1    |
| jura                                   | środkowa (dogger) | baton         | 166,1–168,3    |
| jura                                   | środkowa (dogger) | bajos         | 168,3–170,3    |
| jura                                   | środkowa (dogger) | aalen         | 170,3–174,1    |
| jura                                   | wczesna (lias)    | toark         | 174,1–182,7    |
| jura                                   | wczesna (lias)    | pliensbach    | 182,7–190,8    |
| jura                                   | wczesna (lias)    | synemur       | 190,8–199,3    |
| jura                                   | wczesna (lias)    | hettang       | 199,3–201,3    |
| trias                                  | późny             | retyk         | starsze        |
| Podział jury według ICS, sierpień 2012 |                   |               |                |

Jura środkowa (ang. Middle Jurassic)
- w sensie geochronologicznym: druga epoka jury, trwająca około 14,5 miliona lat (od 175,6 ± 2,0 do 161,2 ± 4,0 mln lat temu). Jura środkowa jest młodsza od wczesnej jury a starsza od późnej jury. Dzieli się na cztery wieki: aalen, bajos, baton i kelowej.

- w sensie chronostratygraficznym: drugi oddział systemu jurajskiego, wyższy od dolnej jury a niższy od jury górnej. Dzieli się na cztery piętra: aalen, bajos, baton i kelowej. Oddział środkowojurajski bywa tradycyjnie nazywany również doggerem lub jurą brunatną przede wszystkim dla określania pozaalpejskich facji Europy północno-zachodniej.